# Ćepetići
Ćepetići (cyr. Ћепетићи) – wieś w Czarnogórze, w gminie Podgorica. W 2011 roku liczyła 7 mieszkańców.